# 1963 год в изобразительном искусстве СССР
1963 год был отмечен рядом событий, оставивших заметный след в истории советского изобразительного искусства.

## События
- 1 ноября — в продажу поступили первые билеты Всесоюзной художественной лотереи, проведение которой взяли на себя Союз художников СССР и Министерство культуры СССР «в целях популяризации и широкого распространения среди трудящихся произведений советского изобразительного и декоративно-прикладного искусства»[1]. В том же году было разыграно 20 тысяч произведений, включая работы Сергея Герасимова, Алексея Грицая, Аркадия Пластова, Николая Ромадина, Мартироса Сарьяна, Владимира Серова и других. Стоимость лотерейного билета составляла 50 копеек, стоимость разыгрываемых произведений — от 50 до 1000 рублей[2].

### Выставки
- Выставка «Советское изобразительное искусство» открылась в Варшаве (Польша).

#### Москва
- Всесоюзная художественная выставка «Физкультура и спорт в изобразительном искусстве».
- В залах Союза художников СССР открылась Выставка произведений Дулёвского фарфорового завода, созданных художниками завода в советский период[3].

#### Ленинград
- 30 марта — в Эрмитаже открылась выставка произведений сотрудников музея. Её участниками была группа молодых литераторов и художников. Экспозиция, просуществовавшая всего два воскресных дня, вошла в историю ленинградского андеграунда благодаря участию в ней Михаила Шемякина, работавшего в Эрмитаже, как и большинство остальных участников, такелажником[4].

- 21 ноября — в Русском музее открылась Всероссийская выставка декоративно-прикладного искусства, на которой экспонировалось 4200 произведений 800 авторов[5].

- Декабрь — в салоне ЛОХФ РСФСР на Невском проспекте, дом № 8 открылась выставка работ ленинградских художников, отобранных для Всесоюзной художественной лотереи. Экспонировались произведения Всеволода Баженова, Ивана Варичева, Вячеслава Загонека, Олега Ломакина, Евсея Моисеенко, Ярослава Николаева, Виктора Рейхета, Ивана Савенко, Владимира Токарева, Юрия Тулина, Бориса Угарова и других художников[6].

- В залах Академии художеств открылась выставка Абрама Архипова (1862—1930), приуроченная к 100-летию со дня рождения художника[7].

- В залах Ленинградского отделения Союза художников РСФСР открылись выставка произведений Всеволода Баженова, приуроченная к 85-летию со дня рождения художника[8], и выставка графики Елены Эвенбах[3]. В ноябре открылись выставки произведений Александра Самохвалова[9][10][11] и выставка рисунков Владимира Френца, посвящённых Кубе, где художник провёл несколько месяцев[12].

- В Йошкар-Оле открылась выставка работ ленинградского художника и педагога Михаила Платунова[13].

## Деятели искусства

### Скончались
- 27 февраля — Владимир Конашевич, художник, график, иллюстратор книги, доктор искусствоведения, заслуженный деятель искусств РСФСР (род. в 1888).
- 20 мая — Василий Рождественский, живописец, график (род. в 1884).
- 14 июня — Геогрий Мотовилов, скульптор, лауреат Сталинской премии (род. в 1884).
- 23 июля — Александр Герасимов, живописец, первый президент Академии художеств СССР, народный художник СССР, лауреат четырёх Сталинских премий (род. в 1881).
- 30 августа — Софья Дымшиц-Толстая, живописец и график (род. в 1884).
- 7 сентября — Борис Дубровский-Эшке, художник кино, заслуженный деятель искусств РСФСР (род. в 1897).
- 9 декабря — Андрей Кикин, скульптор (род. в 1898).
- 20 декабря — Михаил Панин, живописец, заслуженный деятель искусств УССР (род. в 1877).